# Odontodes pallidifimbria
Odontodes pallidifimbria là một loài bướm đêm trong họ Noctuidae.